# Ambres
Ambres ist eine südfranzösische Gemeinde mit 1.031 Einwohnern (Stand: 1. Januar 2022) im Département Tarn in der Region Okzitanien (vor 2016: Midi-Pyrénées). Sie gehört zum Arrondissement Castres und zum Kanton Les Portes du Tarn (bis 2015: Kanton Lavaur). Die Einwohner werden Ambrais genannt.

## Lage
Ambres liegt auf der orografischen rechten, d. h. östlichen, Flussseite des Agout in einer Flussschleife, die die südliche Gemeindegrenze bildet. Die nördliche Gemeindegrenze bildet der Dadou. Ambres wird umgeben von den Nachbargemeinden Giroussens im Norden und Nordwesten, Saint-Gauzens im Osten, Fiac im Südosten, Labastide-Saint-Georges im Süden, Lavaur im Süden und Südwesten sowie Saint-Jean-de-Rives im Westen und Nordwesten.

## Bevölkerungsentwicklung
| Jahr                       | 1962 | 1968 | 1975 | 1982 | 1990 | 1999 | 2006 | 2017 |
| Einwohner                  | 586  | 580  | 581  | 626  | 701  | 732  | 822  | 980  |
| Quellen: Cassini und INSEE |      |      |      |      |      |      |      |      |

## Sehenswürdigkeiten
- Taubenturm von Montplaisir, Monument historique

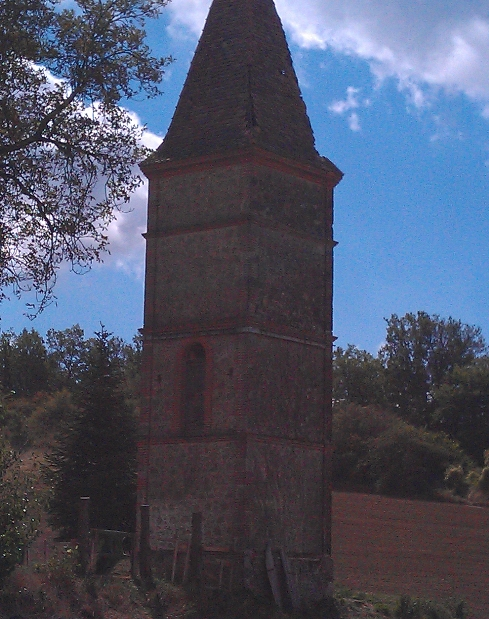
Taubenturm